# François Ruhlmann
François Ruhlmann (Brussel, 11 januari 1868 – Parijs 8 juni 1946) was een Belgisch en Frans dirigent van Duitse komaf, geboren in Brussel.

## Leven en werk
Hij was zoon van Chrétien-Guillaume Rühlmann (uit Offenbach) en Marie Cortvrient (uit Brussel).
De eerste opleiding op muziekgebied volgde in het kinderkoor van de Koninklijke Muntschouwburg. Daaropvolgende werd hij leerling van het Conservatorium van Brussel, waar hij eerste prijzen haalde in de categorieën notenleer (1882) en hobo. Hij kreeg ook les in harmonieleer en directie van Joseph Dupont. Ook na die studie bleef hij plaatsvervangend hoboïst van het conservatoriumorkest en sloot in 1889 aan als hoboïst van het orkest van De Munt, een functie die hij tot 1896 bekleedde. Hij nam ook wel plaats in de orkesten van Casino Blankenberge en Casino-Kursaal Oostende. Al die jaren was hij actief binnen het Brusselse kunstgenootschap De Distel, waarvoor hij onder meer het verenigingslied componeerde op tekst van Prosper Van Langendonck. Hij gaf er ook uitvoeringen.
In de periode bij De Distel ontwikkelde hij zich als dirigent en liet die vereniging langzaam achter zich (1895-1896). Al in 1892 ging aan de slag bij het theaterorkest in Rouen, in 1895 volgde een aanstelling aan het Grand Theatre in Luik, in 1896 tot 1898 bij de Franse Opera in Antwerpen. In dat laatste volgde dan de overstap naar de Koninklijke Muntschouwburg, waar hij plaatsvervanger was van Philipe Flon en Sylvain Dupuis. Hij leidde diverse premières, ook van nieuw werk van Vlaamse componisten, zoals het ballet Le captive van Paul Gilson, geschreven voor groot orkest. Tijdens het seizoen 1902-1903 was hij weer bij het gezelschap in Antwerpen. Ook hier vernieuwde hij het repertoire binnen de Franse en Vlaamse muziek. Hij werd een veelgevraagd dirigent binnen dat repertoire met optredens buiten de landsgrenzen. Dit resulteerde in een aanstelling bij de Opéra-Comique in Parijs, eerst als plaatsvervangend dirigent en vanaf 1905 als vaste dirigent, na het overlijden van dirigent Alexandre Luigini. Hij werd er pleitbezorger van muziek van componisten als Paul Dukas, Maurice Ravel (L’heure espagnol) en Claude Debussy (Pelléas et Mélisande).
Tijdens de Eerste Wereldoorlog was hij ingedeeld bij de infanterie, maar in 1916 kon de Opéra weer geopend worden. Ruhlmann hernam zijn werkzaamheden, opnieuw binnen de Franse muziek, onder meer met de opera La légende de Saint Christophe (1920) van Vincent d'Indy. Rühlmann sneuvelde in een conflict tussen directie en de door hem gesteunde orkestleden. Het seizoen 1920-1921 bracht hem terug naar Brussel, waar hij onder meer de wereldpremière verzorgde van Thyl Uylenspiegel van Jan Blockx. Hij gaf destijds ook leiding aan de Concerts populaires, met weer introductie van nieuwe werken, tussen de klassiekers.
Na één jaar Brussel kon hij weer aan de slag bij de Opéra-Comique en af en toe bij de Concerts Colonne. In 1931 dirigeerde hij in de Opéra Garnier de première van de al uit 1901 daterende opera Guercœur van Albéric Magnard in de door Joseph Guy Ropartz gereconstrueerde instrumentatie. Curieus is een optreden van Ruhlmann met componist/pianist Sergej Prokofjev op 12 maart 1932 in diens Pianoconcert nr. 1. In die Parijse periode keerde hij veelvuldig terug naar Brussel voor de Concerts populaires en de daaruit voortvloeiende Filharmonische vereniging van Brussel en het Symfonieorkest van Brussel. Hij bleef lang doordirigeren, maar verdween toch langzaam uit beeld. Dat gebeurde zodanig dat zijn overlijdensdatum onbekend bleef. De ene bron vermeldt 4 juni 1948 (Le Figaro), de andere 8 juni 1948.
Van Ruhlmann is een aantal opnamen bewaard gebleven via het platenlabel Pathé Records.